# Enjambre de Albert

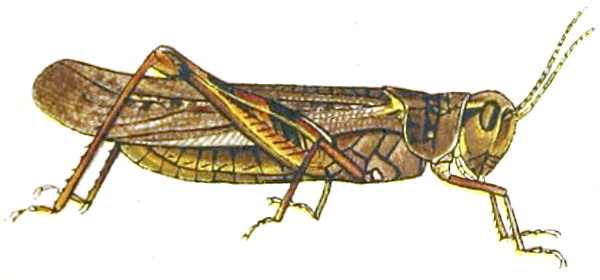
Langosta de las Montañas Rocosas - Melanoplus spretus

El enjambre de Albert fue una inmensa concentración de langostas de las Montañas Rocosas (Melanoplus spretus †) que en 1875 invadió el oeste de los Estados Unidos. Lleva el nombre de Albert Child, un médico interesado en la meteorología, que calculó el tamaño del enjambre en 198 000 millas cuadradas (510 000 km²) al multiplicar la velocidad estimada del enjambre con el tiempo que le tomó moverse por el sur de Nebraska.
El enjambre de 1875 se menciona repetidamente en un registro histórico del oeste de Misuri que explica:

Fue el año 1875 que la gente de al menos cuatro estados recordará durante mucho tiempo, como el año del saltamontes. El flagelo azotó el oeste de Missouri en abril de 1875 y comenzó a devastar algunas de las partes más bellas de nuestra noble comunidad. Le dieron a Henry [Condado] una sincera y abrumadora visita, y demostraron con una rapidez asombrosa que su apetito era voraz y que todo lo verde les pertenecía para su sustento.

Una estimación calcula el número langostas en 3,5 billones de individuos. Otra estimación calcula el enjambre en 12,5 billones de langostas, que es la mayor concentración de animales que se haya calculado especulativamente, según el libro Guinness de los récords.
Además de este enjambre, Melanoplus spretus fue también causante de otros enjambres de gran tamaño. Sin embargo, se convirtió en una especie extinta a principios del siglo XX. El último espécimen conocido es de 1902 del sur de Canadá.